# Fletcher Moon
Fletcher Moon je fiktivní literární postava z knihy Detektivní agentura Půlměsíc, jejímž autorem je Eoin Colfer.
Fletcher Moon je vedoucí detektivní kanceláře Půlměsíc. Spolu s Fletcherem v detektivní kanceláři pracuje také Red Sharkey.

## Informace
- Fletcher Moon je mladý Ir chodící na školu sv. Jerolíma v Locku.
- Ve dvou letech vypátral ukradený zirkonový prsten.
- V 12 letech se dostal na internetovou akademii Boba Bersteina, legendárního detektiva FBI.
- Ve 13. roku si již myslel že nic objevit nemůže, když náhle dostal 10 Euro (svoji 1. výplatu) aby dostal za mříže Reda Sharkeye, známého kriminálníka. Netušíc že je to podvod, vzal případ.
- V noci dalšího dne byl napaden a stal se na čas nemohoucím s rozbitou lebkou, pohmožděninami a zlámanou rukou s rozdrcenými kostmi.
- Byl obviněn ze žhářství, ale při přepravě k soudu uprchl spolu s již zmíněným Redem.
- Později dokázal svou nevinnu.

## Úspěchy
- Fletcher přišel na stopu velikému spiknutí Les Jeunes Eauditelés ohrožující poklidný život dalších obyvatel Locku
- Zachránil malého chlapce Heroda před tím spiknutím
- Částečně očistil Papá Sharkeye
- Dostal za mříže Lockého fantoma George Deveruxe
- Usnadnil život Lockým obyvatelům
- Založil detektivní kancelář Půlměsíc